# Нуумбембе, Али
Па́улус «Али́» Нуумбе́мбе (англ. Paulus Ali Nuumbembe; род. 24 июня 1978, Ошакати) — намибийский боксёр, представитель полусредней весовой категории.
Выступал за сборную Намибии по боксу во второй половине 1990-х — начале 2000-х годов, бронзовый призёр Игр Содружества, серебряный призёр чемпионата Африки, чемпион Африканских военных игр, обладатель бронзовой медали чемпионата мира среди военнослужащих, участник летних Олимпийских игр в Сиднее, победитель и призёр первенств национального значения.
В период 2003—2010 годов боксировал на профессиональном уровне. Владел титулом чемпиона Содружества, титулами панафриканского чемпиона по версии Всемирной боксёрской ассоциации (WBA) и чемпиона Африки по версии Всемирной боксёрской организации (WBO), был претендентом на титул чемпиона мира по версии Всемирной боксёрской федерации (WBF).

## Биография
Паулус Нуумбембе родился 24 июня 1978 года в городе Ошакати области Ошана.

### Любительская карьера
Первого серьёзного успеха на взрослом международном уровне добился в сезоне 1996 года, когда вошёл в основной состав намибийской национальной сборной и побывал на чемпионате Содружества в Южной Африке, откуда привёз награду бронзового достоинства, выигранную в первой полулёгкой весовой категории — на стадии полуфиналов его остановил представитель Зимбабве Дэвис Мвале.
В 1999 году боксировал на Всемирных военных играх в Хорватии, но попасть здесь в число призёров не смог.
Благодаря череде удачных выступлений Нуумбембе удостоился права защищать честь страны на летних Олимпийских играх 2000 года в Сиднее, причём на церемонии открытия Игр нёс знамя Намибии. Тем не менее, провёл здесь только один бой — в стартовом поединке вышел на ринг против казаха Данияра Мунайтбасова и проиграл ему со счётом 2:14.
После сиднейской Олимпиады Али Нуумбембе остался в основном составе боксёрской команды Намибии и продолжил принимать участие в крупнейших международных турнирах. Так, в 2001 году он взял серебро на чемпионате Африки в Маврикии. Год спустя завоевал бронзовую медаль на Играх Содружества в Манчестере, где в полуфинале уступил южноафриканцу Кванеле Зулу, и одержал победу на Африканских военных играх в Кении. Кроме того, стал бронзовым призёром на чемпионате мира среди военнослужащих в Ирландии. В общей сложности в любительском олимпийском боксе провёл 155 боёв, из них 144 выиграл, в том числе 63 досрочно.

### Профессиональная карьера
В 2003 году Нуумбембе переехал на постоянное жительство в Великобританию и успешно дебютировал на профессиональном уровне. В течение года одержал девять побед подряд, не потерпев при этом ни одного поражения. В октябре 2004 года боксировал за вакантный титул чемпиона Намибии в полусреднем весе, но по итогам десяти раундов раздельным решением судей проиграл соотечественнику Бетуэлю Ушоле.
В апреле 2005 года встретился с непобеждённым чемпионом Великобритании Дэвидом Барнсом, на кону стоял вакантный титул интерконтинентального чемпиона по версии Всемирной боксёрской организации (WBO), но победитель так и не был выявлен — по итогам двенадцати раундов судьи зафиксировали ничью.
Впоследствии Нуумбембе одержал несколько уверенных побед и заслужил право оспорить титул чемпиона Содружества в полулёгком весе, который на тот момент принадлежал небитому шотландцу Кевину Андерсону. Чемпионский бой между ними состоялся в феврале 2007 года, никто из боксёров не хотел уступать, однако в конечном счёте двое из трёх судей отдали победу африканцу, и он забрал чемпионский пояс себе (стал первым в истории намибийского бокса чемпионом Содружества). Тем не менее, оставался чемпионом не долго, уже при первой же защите в том же году уступил титул англичанину Крейгу Уотсону.
После поражения от Уотсона Али Нуумбембе вернулся обратно в Намибию и продолжил профессиональную карьеру на родине. В частности, в ноябре 2008 года он боксировал за титул чемпиона мира по версии Всемирной боксёрской федерации (WBF), но техническим нокаутом проиграл представителю Южной Африки Бонгани Мвеласе. Позже добавил в послужной список титул панафриканского чемпиона по версии Всемирной боксёрской ассоциации (WBA).
В сентябре 2009 года завоевал вакантный титул чемпиона Африки по версии WBO, однако в 2010 году в результате поражения лишился этого титула и вскоре принял решение завершить спортивную карьеру. Всего провёл в профессиональном боксе 29 боёв, из них 23 выиграл (в том числе 9 досрочно), 5 проиграл, в одном случае была зафиксирована ничья.

### Дальнейшая жизнь
Нуумбембе имеет звание майора Вооружённых сил Намибии. После завершения карьеры спортсмена занялся тренерской деятельностью.